# آداما بارو (بازیکن فوتبال)
آداما بارو (انگلیسی: Adama Barro؛ زادهٔ ۳ سپتامبر ۱۹۹۶) بازیکن فوتبال اهل بورکینافاسو است.
وی همچنین در تیم ملی فوتبال بورکینافاسو بازی کرده است.